# Wen Yang (escaquista)
Wen Yang (en xinès 温阳; Shandong, 7 de juliol de 1988) és un jugador d'escacs xinès, que té el títol de Gran Mestre des de 2013.
A la llista d'Elo de la FIDE de l'abril del 2023, hi tenia un Elo de 2581 punts, cosa que en feia el jugador número 16 (en actiu) de la Xina. El seu màxim Elo va ser de 2631 punts, a la llista del gener de 2013.

## Resultats destacats en competició
Participà en la Copa del Món de 2007 a Khanti-Mansisk (Rússia) on fou eliminat a la primera ronda per Zoltán Almási.
El 2010 guanyà l'Obert de Singapur amb 8½ punts de 9.
El 2014 fou subcampió del Campionat d'Àsia, guanyant una plaça per a participar en la Copa del Món de 2015 on eliminà a Ígor Kovalenko a la primera ronda i a la segona fou eliminat per Péter Lékó.